# Charles Duke

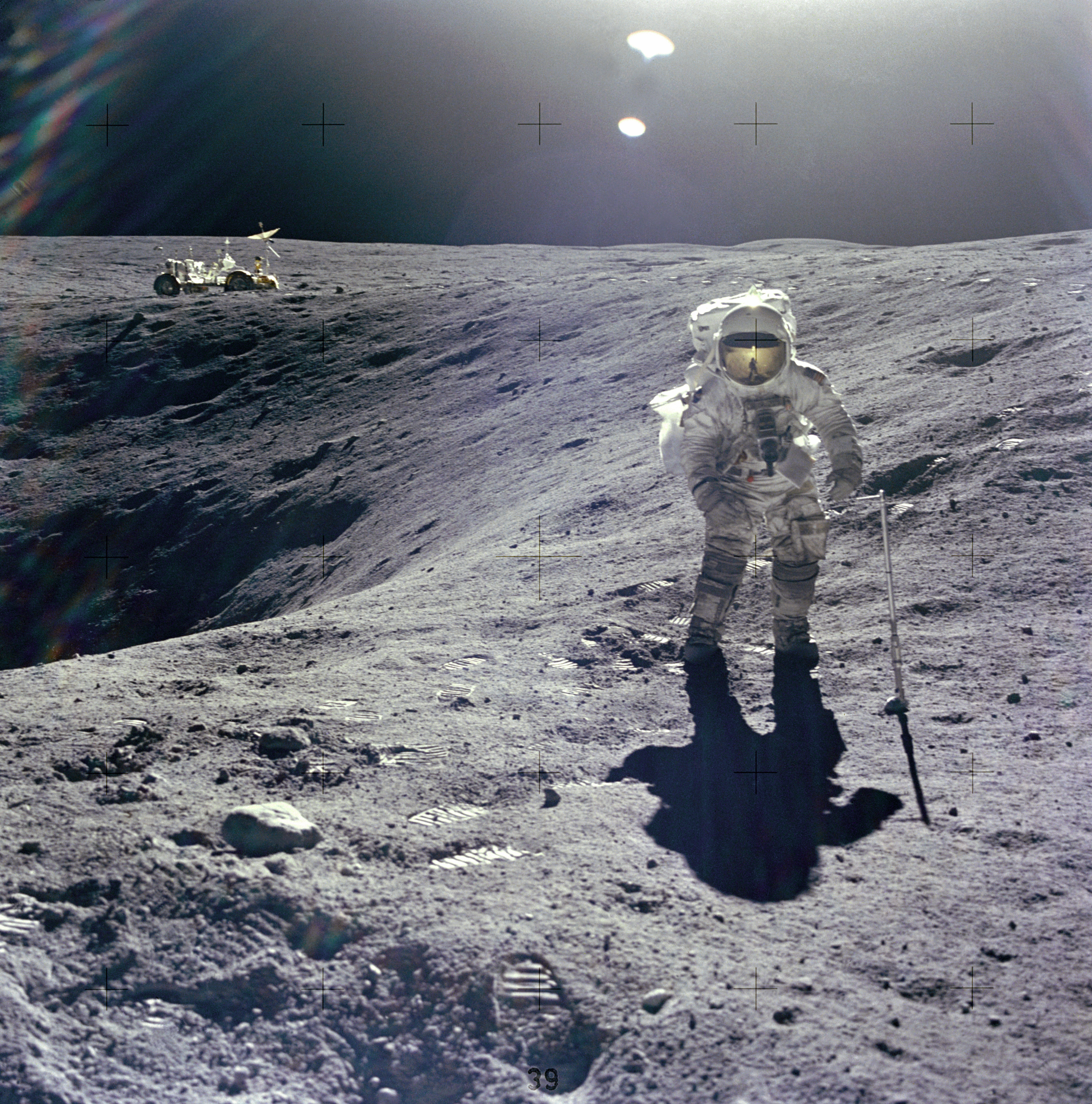
Charles Duke podczas pierwszego spaceru księżycowego stoi obok krateru o średnicy 40 m i głębokości 10 m. Za kraterem jest widoczny pojazd LRV.

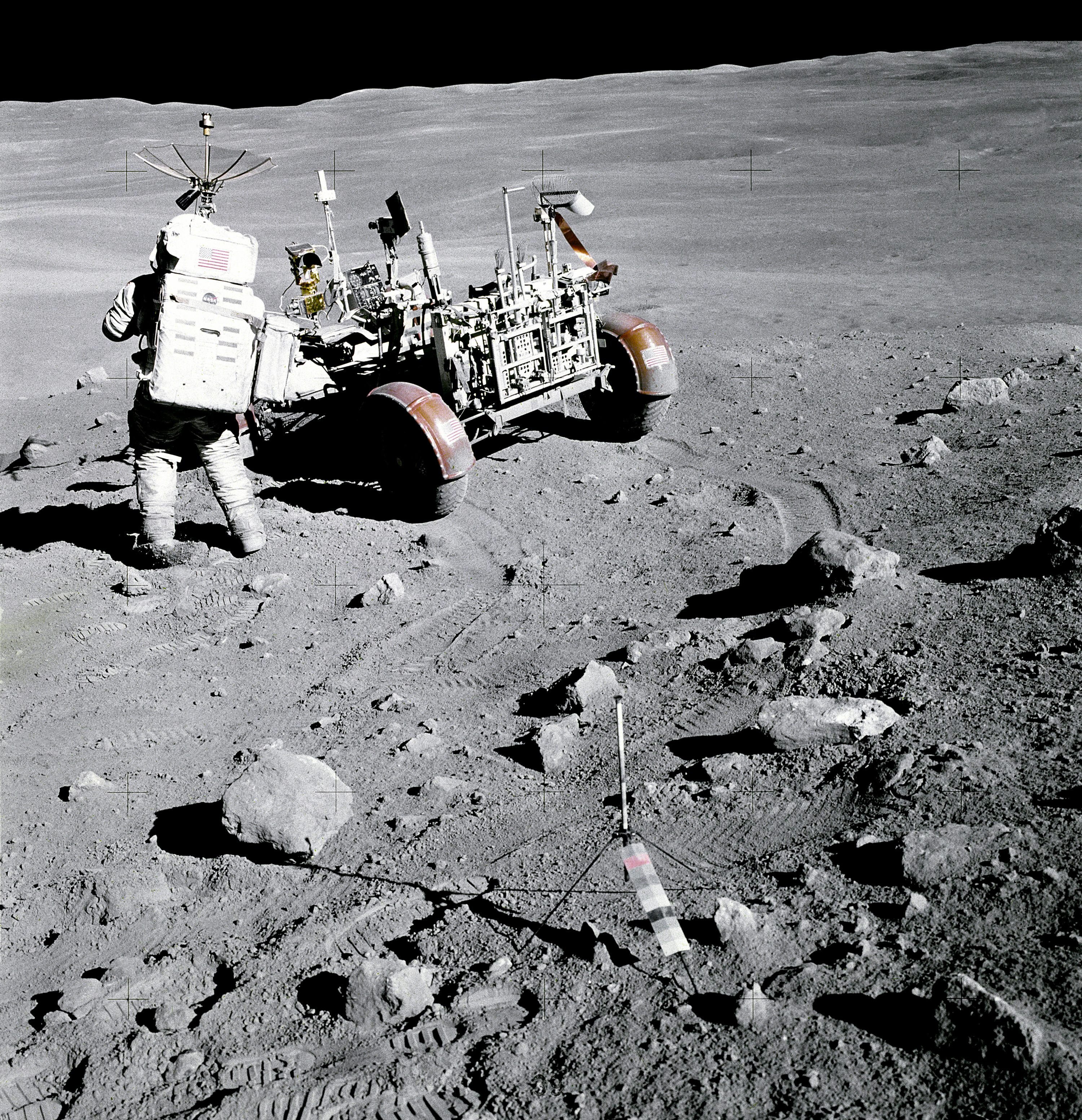
Charles Duke rozstawia sprzęt badawczy podczas drugiego spaceru po powierzchni Księżyca

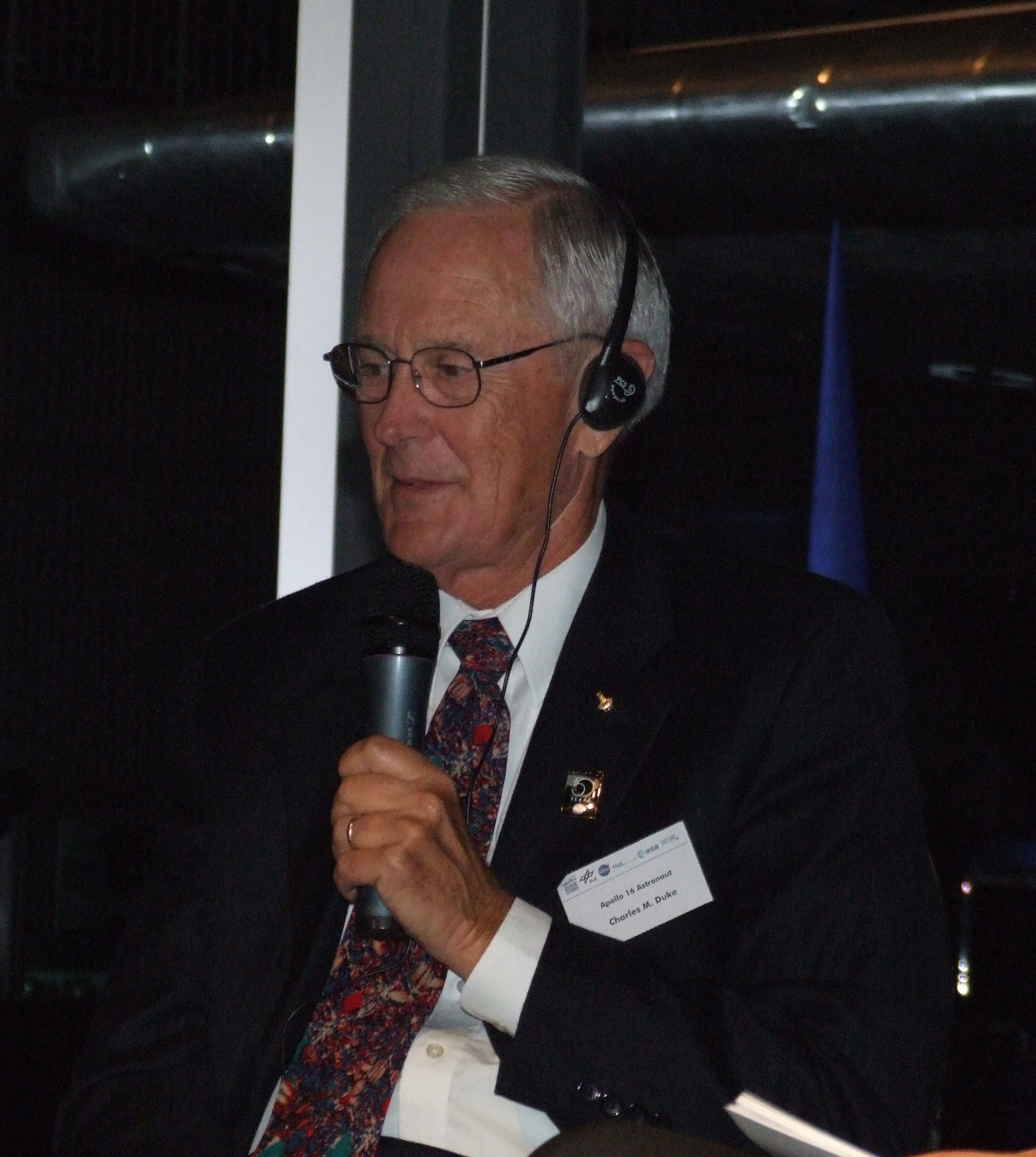
Charles Duke, 2008

Charles Moss Duke Jr. (ur. 3 października 1935 w Charlotte) – amerykański astronauta, generał brygady United States Air Force. Dziesiąty człowiek który stanął na powierzchni Księżyca.

## Wykształcenie i służba wojskowa
- Uczęszczał do Lancaster High School w miejscowości Lancaster w Karolinie Południowej.
- 1953 – ukończył szkołę średnią – Akademię im. admirała Farraguta (Admiral Farragut Academy) – w St. Petersburgu na Florydzie.
- 1957 – ukończył Akademię Marynarki Wojennej Stanów Zjednoczonych, otrzymując licencjat z zakresu nauk ścisłych. Później wstąpił do Sił Lotniczych USA. Szkolenie wstępne odbył w bazie lotniczej Spence w Georgii, natomiast szkolenie podstawowe – w bazie Webb w Teksasie.
- 1958 – szkolenie doskonalące, zakończone świetnymi wynikami, przeszedł na samolocie F-86L w bazie Moody w Georgii. Następnie został skierowany do służby w 526 eskadrze myśliwców przechwytujących (526th Fighter Interceptor Squadron) w bazie lotniczej Ramstein w Niemczech. Służył tam przez trzy lata.
- 1964 – ukończył Massachusetts Institute of Technology, uzyskując tytuł magistra astronautyki.
- Wrzesień 1965 – w bazie Edwards w Kalifornii ukończył kurs w Wojskowej Szkole Pilotów Doświadczalnych (Air Force Aerospace Research Pilot School) w klasie 64-C.
- Po odbytym przeszkoleniu został instruktorem kontroli systemów i pilotażu samolotów: F-101, F-104 i T-33.
- 1966–1975 – wchodził w skład Korpusu Astronautów NASA.
- 1973 – otrzymał doktorat honorowy University of South Carolina.
- 1 stycznia 1976 – zakończył czynną służbę wojskową, przechodząc do rezerwy w stopniu generała brygady.
- 1990 – otrzymał doktorat honorowy Francis Marion University.

Jako pilot wylatał 4147 godzin, z czego 3632 na samolotach z napędem odrzutowym.

## Kariera astronauty
- 4 kwietnia 1966 – zakwalifikował się do piątej grupy astronautów NASA (NASA 5(inne języki)).
- 1969 – podczas misji Apollo 10 i Apollo 11 utrzymywał łączność (CapCom) z załogami przebywającymi w kosmosie z ośrodka kierowania lotem. W czasie misji Apollo 10 był również członkiem naziemnej załogi wspierającej. Później został włączony w skład załogi rezerwowej wyprawy Apollo 13 i załogi podstawowej lotu Apollo 16. W obu wypadkach przydzielono mu funkcję pilota modułu księżycowego.
- 16–27 kwietnia 1972 – uczestniczył w misji Apollo 16.
- Grudzień 1972 – podczas misji Apollo 17 należał do załogi rezerwowej. Zastąpił w niej Jamesa Irwina, który wcześniej odszedł z NASA.
- Grudzień 1975 – opuścił Korpus Astronautów NASA.

### Apollo 16
16 kwietnia 1972 wystartował w kosmos na pokładzie statku kosmicznego Apollo 16 jako pilot modułu księżycowego „Orion”. Dowódcą wyprawy był John Young, zaś pilotem modułu dowodzenia „Casper” – Thomas Mattingly. 21 kwietnia Young i Duke wylądowali na powierzchni Księżyca. Było to piąte lądowanie człowieka na Srebrnym Globie. Moduł księżycowy „Orion” osiadł w pobliżu krateru Descartesa. Astronauci spędzili w nim ponad 71 godzin. Podczas trzech wyjść na zewnątrz pojazdu Young i Duke poruszali się po powierzchni Księżyca za pomocą pojazdu LRV: 21 kwietnia – przez 7 godzin i 14 minut, 22 kwietnia – przez 7 godzin i 23 minuty i 23 kwietnia – przez 5 godzin i 40 minut. W sumie obaj pokonali dystans ponad 27 km, oddalając się od lądownika na maksymalną odległość 4,6 km. Zebrali i dostarczyli na Ziemię około 96 kg skał księżycowych. Po pomyślnej realizacji zadań, 27 kwietnia kapsuła z astronautami wodowała na Oceanie Spokojnym. Po niespełna 40 minutach załoga statku Apollo 16 znalazła się na pokładzie okrętu ratowniczego – lotniskowca USS „Ticonderoga”.

## Po opuszczeniu NASA
- Grudzień 1975 – marzec 1978 – pracował w firmie Orbit Corp. w San Antonio w Teksasie.
- Marzec 1978 – podjął samodzielną działalność biznesową. Był szefem firmy inwestycyjnej Duke Investments oraz prezesem Charlie Duke Enterprises.

## Odznaczenia i nagrody
- Medal Sił Powietrznych za Wybitną Służbę – dwukrotnie
- Legia Zasługi
- NASA Distinguished Service Medal
- Air Force Command Pilot Astronaut Wings
- National Defense Service Medal
- Doktoraty honorowe
  - University of South Carolina (1973)
  - Francis Marion University (1990)
- American Astronautical Society Flight Achievement Award (1972)
- Dyplom FAI im. Władimira Komarowa (1973)
- American Institute of Aeronautics and Astronautics Haley Astronautics Award (1973)
- Wprowadzenie do Panteonu Sławy Karoliny Północnej (The South Carolina Hall of Fame) (1973)
- Distinguished Eagle Scout Award (1975)
- Universal Astronaut Insignia za lot orbitalny (nr 57) – Stowarzyszenie Uczestników Lotów Kosmicznych (Association of Space Explorers(inne języki))[1]

## Dane lotu
| Lot kosmiczny, w którym uczestniczył Charles M. Duke                   | Lot kosmiczny, w którym uczestniczył Charles M. Duke | Lot kosmiczny, w którym uczestniczył Charles M. Duke | Lot kosmiczny, w którym uczestniczył Charles M. Duke | Lot kosmiczny, w którym uczestniczył Charles M. Duke | Lot kosmiczny, w którym uczestniczył Charles M. Duke |
| Data startu                                                            | Data lądowania                                       | Statek kosmiczny                                     | Funkcja                                              | Czas trwania                                         |                                                      |
| ---------------------------------------------------------------------- | ---------------------------------------------------- | ---------------------------------------------------- | ---------------------------------------------------- | ---------------------------------------------------- | ---------------------------------------------------- |
| 16 kwietnia 1972                                                       | 27 kwietnia 1972                                     | Apollo 16                                            | Pilot modułu księżycowego                            | 11 dni 1 godzina 51 minut i 5 sekund                 |                                                      |
| Łączny czas spędzony w kosmosie – 11 dni 1 godzina 51 minut i 5 sekund |                                                      |                                                      |                                                      |                                                      |                                                      |